# Baluchi (Balkh)
Baluchi é uma cidade do Afeganistão, localizada na província de Balkh.